# Adalbero Raffelsberger
Adalbero Raffelsberger OSB (* 19. März 1907 in Linz; † 27. September 1952 in Salzburg) war ein österreichischer Benediktinermönch, Priester und Förderer der Liturgischen Bewegung. Er gehörte zur Erzabtei St. Peter in Salzburg.

## Kindheit
Er war das Kind der ledigen Köchin Amalia Standler aus Traunkirchen und wurde auf den Namen Alois Standler getauft. 1922 adoptierten ihn Tante und Onkel, sodass er fortan Alois Raffelsberger hieß; sein Ordensname war Adalbero.
Auf Anregung seines Pfarrers wurde Alois 1924 nach Salzburg an das Staatsgymnasium Salzburg geschickt; in den Ferien arbeitete er am landwirtschaftlichen Betrieb seiner Adoptiveltern. Im Herbst 1927 wechselte er an das fürsterzbischöfliche Gymnasium Borromäum in Salzburg, in dessen Knabenseminar er dann wohnte.

## Seminar- und Klostereintritt
Raffelsberger maturierte mit ausgezeichnetem Erfolg im Jahr 1930 und trat zunächst ins Priesterseminar der Erzdiözese Salzburg ein. Am 21. Oktober 1934 wurde er in der Erzabtei St. Peter eingekleidet und erhielt seinen Mönchsnamen. Da der hl. Adalbero Gründer der Abtei Lambach im Traungau war, stand er in einer Beziehung zu Raffelsbergers Heimat. Weil er die notwendigen Studien bereits absolviert hatte, wurde er ausnahmsweise vor der Feierlichen Profess am 29. März 1936 in der Stiftskirche von St. Peter zum Priester geweiht. Die Feierliche Profess folgte am 24. September 1938. P. Adalbero promovierte 1939 in Innsbruck mit einer Dissertation über P. Florian Reichssiegel, einen im Salzburger Barock bekannten Pater comicus aus dem Stift St. Peter.

## Kirchenrektor in St. Peter
Als Kirchenrektor in St. Peter war er für Musik und Liturgie zuständig; gerade das sonntägliche Choralamt in der von vielen besuchten Rokoko-Kirche nahm er als hohe Verantwortung wahr. Von Pius Parsch aus Klosterneuburg inspiriert, machte P. Adalbero sich mit den Themen der Liturgischen Bewegung vertraut. Er hielt seit Oktober 1939 jeden Dienstag eine Einführung in die Liturgie.
Bei der Schließung der Erzabtei durch die nationalsozialistischen Machthaber am 6. Jänner 1942 durften nur vier Mitbrüder im Brüdertrakt zur Betreuung der Stiftskirche im Stift bleiben; P. Adalbero war einer von ihnen, aber seine Gesundheit verschlechterte sich zunehmend im Verlauf des Krieges.

## Institutum Liturgicumin der Erzabtei St. Peter
Selbst während des Zweiten Weltkriegs förderte der junge Priester die Liturgische Bewegung mit Vorträgen zur tieferen Erfassung des Messopfers und seiner Gestaltung. Seine Vorträge bilden die Textbausteine für die „liturgischen Behelfstexte“, die in der Kriegsnot begehrt und schwer zu versenden waren. Die positive Rezeption dieser Texte führte zur Gründung eines Instituts, das sich diesem Aufgabengebiet widmet. Es sollte zugleich eine Art Zentralstelle für die Formen und Wünsche der Liturgischen Bewegung sein, die zwischen kirchlichen Behörden und der liturgischen Praxis vermitteln sollte. Am 2. Oktober 1946 genehmigte die Österreichische Bischofskonferenz die Gründung eines Institutum Liturgicum in der Erzabtei St. Peter. P. Albero war der Leiter.
Das Institutum Liturgicum war selbständig, doch sollte es engen Kontakt zum Liturgischen Referat der Bischofskonferenz halten. Raffelsberger hatte für die Erfüllung folgender Aufgaben zu sorgen:
- die Errichtung einer zentralen Bibliothek für alle Publikationen, Bestrebungen und Erfahrungen der liturgischen Arbeit in Österreich
- die Anregung eines gesunden Fortschritts in liturgischer Praxis und Wissenschaft
- den Austausch der liturgischen Bewegung mit der kirchlichen Hierarchie
- den „Wildwuchs der Formen volksliturgischer Meßfeiern einzudämmen“ und zu einer gesamtösterreichischen Einheit zu bringen
- „Werkblätter“ herauszugeben, die sich bald zum Periodikum Heiliger Dienst entwickelten.[4]